# کونو کلوتزر
کونو کلوتزر ((به آلمانی: Kuno Klötzer); ۱۹ آوریل ۱۹۲۲ – ۶ اوت ۲۰۱۱) بازیکن فوتبال سابق و مربی فوتبال، اهل آلمان بود.
از باشگاه‌هایی که در آن بازی کرده‌است می‌توان به باشگاه ورزشی وردر برمن اشاره کرد.

## افتخارات
فورتونا دوسلدورف
- Regionalliga West: 1965-66
- جام اینترتوتو: ۱۹۶۷

کیکرز اوفنباخ
- Regionalliga Süd: 1971-72

هامبورگ
- جام حذفی فوتبال آلمان: ۱۹۷۵–۷۶
- جام برندگان جام اروپا: ۷۷–۱۹۷۶

وردربرمن
- بوندس‌لیگا ۲: ۱۹۸۰–۸۱